# Porpora trombocitopenica immune
La porpora trombocitopenica immune (PTI) è una malattia autoimmunitaria acquisita, ad eziologia ignota, a patogenesi immune, caratterizzata da piastrinopenia dovuta a distruzione periferica delle piastrine e da un numero aumentato o normale di megacariociti midollari.
L'incidenza annuale negli adulti è stimata tra 1/62 500 e 1/25 600, con un rapporto femmina-maschio di 1,3:1. Poiché la prevalenza è di 1-5/10 000 è considerata malattia rara.
I nomi morbo di Werlhof, porpora trombocitopenica autoimmune (PTA) o trombocitopenia immune sono da considerarsi sinonimi di porpora trombocitopenica immune.
Se ne conoscono due forme: una acuta (ad esordio improvviso e decorso rapido, con esito di guarigione) e una cronica (ad esordio insidioso, decorso ondulante, guarigione più rara).

## Patogenesi
La piastrinopenia è legata alla attività di immunogobuline che si comportano come auto-anticorpi; si fissano specificamente alla membrana piastrinica riconoscendo antigeni di membrana costituiti dalla GPIb, dalla GPIIb o dalla GPIIIa. I macrofagi poi possedendo i recettori per il frammento Fc delle immunoglobuline catturano, fagocitano e digeriscono le piastrine circolanti ricoperte dagli autoanticorpi. Ciò porta alla piastrinopenia per una loro aumentata distruzione. 
La produzione piastrinica midollare può essere aumentata (anche di 6-8 volte), normale oppure ridotta. In quest'ultimo caso si ipotizza un'autoaggressione diretta contro i megacariociti.

## Clinica
Il morbo di Werlhof è la porpora trombocitopenica di gran lunga più frequente. La forma acuta è tipica dell'infanzia e dell'adolescenza mentre la forma cronica è tipica dell'adulto.
La forma acuta colpisce i bambini, indifferentemente nei due sessi, e può svilupparsi dopo un'infezione virale, in particolare la rosolia; dura da 2 a 6 settimane e guarisce spontaneamente senza una terapia specifica.
La forma cronica colpisce soprattutto gli adulti tra i 20 e i 40 anni, è prevalente nel sesso femminile, e si sviluppa dopo una lunga storia di sindromi emorragiche di tipo piastrinico o a seguito di leucemia linfatica cronica.
La complicanza più pericolosa è una emorragia a livello cerebrale, con arresto cardiocircolatorio.
La maggior parte dei casi è asintomatica; negli altri casi compaiono i sintomi caratteristici della trombocitopenia (petecchie, sanguinamenti delle mucose o della pelle, ecc.) e occasionalmente febbre dovuta alla reazione autoimmunitaria.

## Laboratorio
Numero di piastrine ridotto (<150 000/mm3) con numero di leucociti e formula normale e con normale numero di eritrociti.
La biopsia midollare: parenchima ricco di megacariociti nella maggioranza dei casi.
Tempo di emorragia allungato (c'è quasi sempre una sindrome emorragica quindi è superfluo).
I tests emocoagulativi sono tutti normali
Il volume piastrinico è aumentato da 9 a 12 µm3. Tale aumento volumetrico è legato all'aumentato turnover midollare delle piastrine.
La conferma della patogenesi con la dimostrazione degli autoanticorpi adesi alle piastrine è possibile in circa l'80% dei casi grazie ai test immunologici, quali il test di Dixon e il test dell'immunofluorescenza o citofluorimetria.
L'emivita delle piastrine marcate è variamente ridotta ed è inferiore a 12 ore in circa il 75% dei casi in alcune statistiche.

## Diagnosi
La diagnosi di PTI, oltre ai dati forniti dall'anamnesi e dall'esame obiettivo, è legata al reperto di piastrinopenia con aumentato o normale numero di megacariocti midollari. La sopravvivenza delle piastrine autologhe è sempre ridotta e le piastrine sono per definizione ricoperte da autoanticorpi.
Nei casi più lievi non c'è bisogno di intervento terapeutico, e ci si limita a sostenere la produzione delle piastrine o in qualche caso a contrastare la reazione autoimmunitaria.

## Metodi terapeutici
Nella PTI acuta la guarigione avviene spontaneamente. 
Per curare questa patologia, di solito si tenta di trattare la causa principale di questo disturbo eseguendo alcuni esami per rilevare infezioni batteriche, virali, ecc., tuttavia, se non viene identificata una causa certa, essa viene trattata con farmaci cortisonici ad alto dosaggio via orale o endovenosa. Il dosaggio viene poi progressivamente abbassato in base alla risposta ottenuta (innalzamento della conta piastrinica). 
In alcuni casi però, il cortisone, anche se ad alte dosi, non basta. 
Il cortisone, ha inoltre svariate controindicazioni che in alcuni soggetti si possono manifestare, per esempio: una costante senso di fame, un esagerato aumento di peso, irascibilità e cattivo umore.
Se poi questa terapia non funziona si ricorre alle immunoglubuline ad alto dosaggio. 
Esse vengono somministrate per via endovenosa e fungono da immunomodulatore, rallentando la distruzione di massa delle piastrine. Gli effetti dei farmaci sono però solo transitori e non curano il disturbo.
Un'altra terapia, consiste nell'asportazione chirurgica della milza (splenectomia). 
Le probabilità di successo della splenectomia sono del 50% circa nei pazienti con sequestro diffuso e soltanto del 25% nei pazienti con sequestro epatico. In conclusione, è possibile affermare che la splenectomia è in grado di garantire una buona risposta (remissione completa o parziale) duratura in circa i 2/3 dei pazienti.
Buoni sono i dati che emergono dall'analisi del primo studio clinico volto a verificare l'impatto terapeutico dell'anticorpo chimerico anti-CD20, il rituximab: esistono dati incoraggianti circa il suo uso, con ottenimento di una buona risposta nel 30-60% dei casi, con più elevata probabilità di successo quando utilizzato più precocemente rispetto all'esordio di malattia e con durata di risposta particolarmente prolungata nei pazienti che hanno ottenuto la remissione completa.
I risultati presentati al 50º congresso della Società americana di ematologia (ASH), tenutosi a San Francisco (Usa), hanno dimostrato una percentuale di risposta a breve e lungo termine decisamente più elevata nei pazienti trattati con il rituximab rispetto a quelli che hanno ricevuto la terapia cortisonica tradizionale, risparmiando ad una buona parte di pazienti la rimozione della milza od il ricorso a terapie più tossiche. Tale studio è stato condotto anche su un centinaio di pazienti in 20 centri italiani coordinati dalla clinica di Ematologia di Udine.